# Pristimantis academicus
Espèce
Pristimantis academicus est une espèce d'amphibiens de la famille des Craugastoridae.

## Répartition
Cette espèce est endémique de la région de Loreto au Pérou. Elle se rencontre vers 120 m d'altitude.

## Description
Le mâle mesure 14,9 mm et les femelles de 20,0 à 22,0 mm.

## Publication originale
- Lehr, Moravec & Gagliardi Urrutia, 2010 : A new species of Pristimantis (Anura: Strabomantidae) from the Amazonian lowlands of northern Peru. Salamandra, vol. 46, no 4, p. 197-203 (texte intégral).